# Isole dell'Oceania
Questa pagina è una lista delle isole dell'Oceania che superano i 1000 km². Non è inclusa l'Australia, con i suoi 7.600.000 km², in quanto è considerata come massa continentale. L'isola di Nuova Guinea, seppur condivisa tra Papua Nuova Guinea e Indonesia, rientra in questa lista e non in quella dell'Asia, così come alcune isole vicine che appartengono politicamente allo Stato asiatico dell'Indonesia.

## Isole oltre 1.000 km²

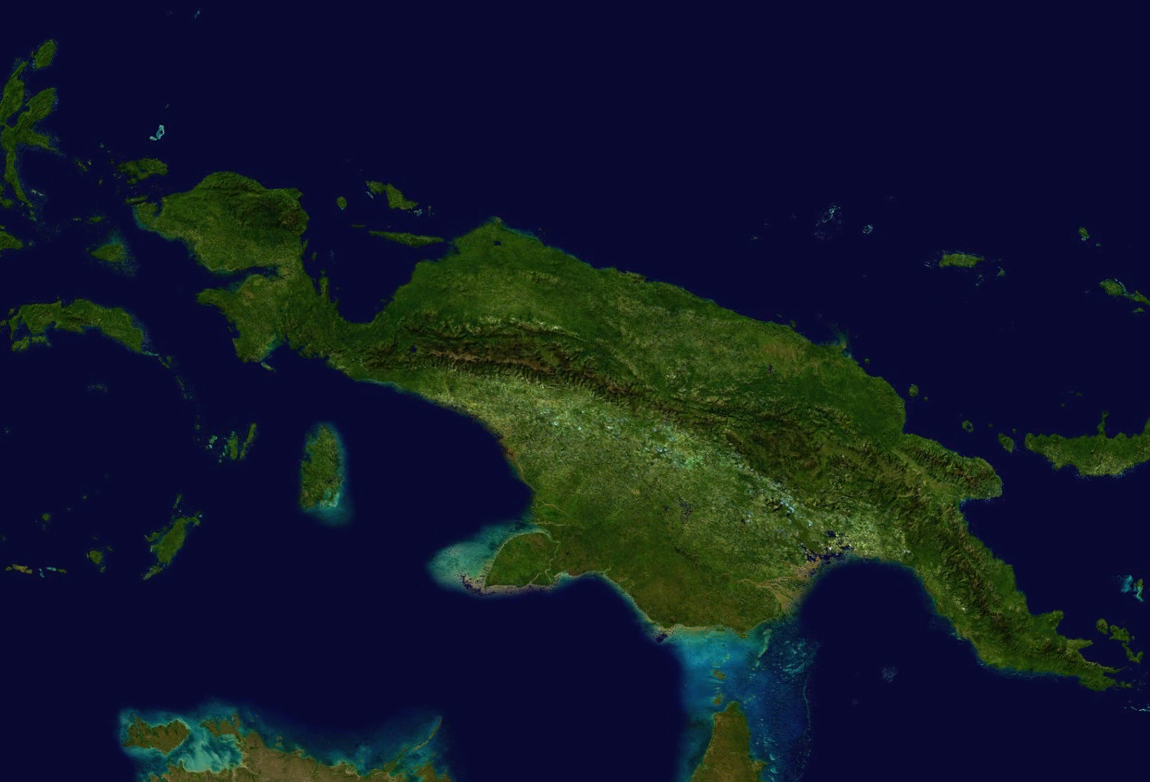
L'isola di Nuova Guinea, la più grande dell'Oceania

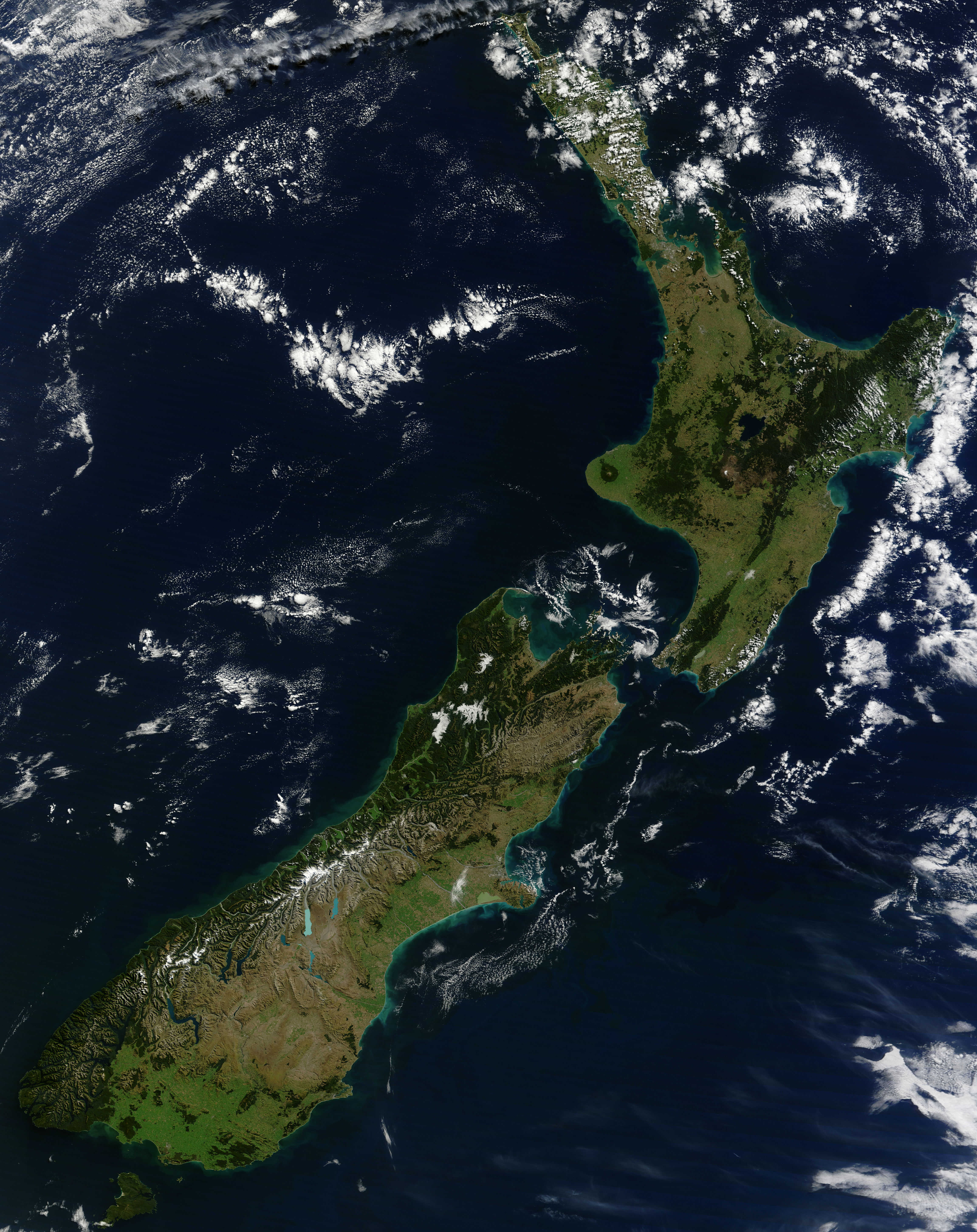
L'Isola del Sud e l'Isola del Nord, insieme ad altre isole più piccole, formano la Nuova Zelanda

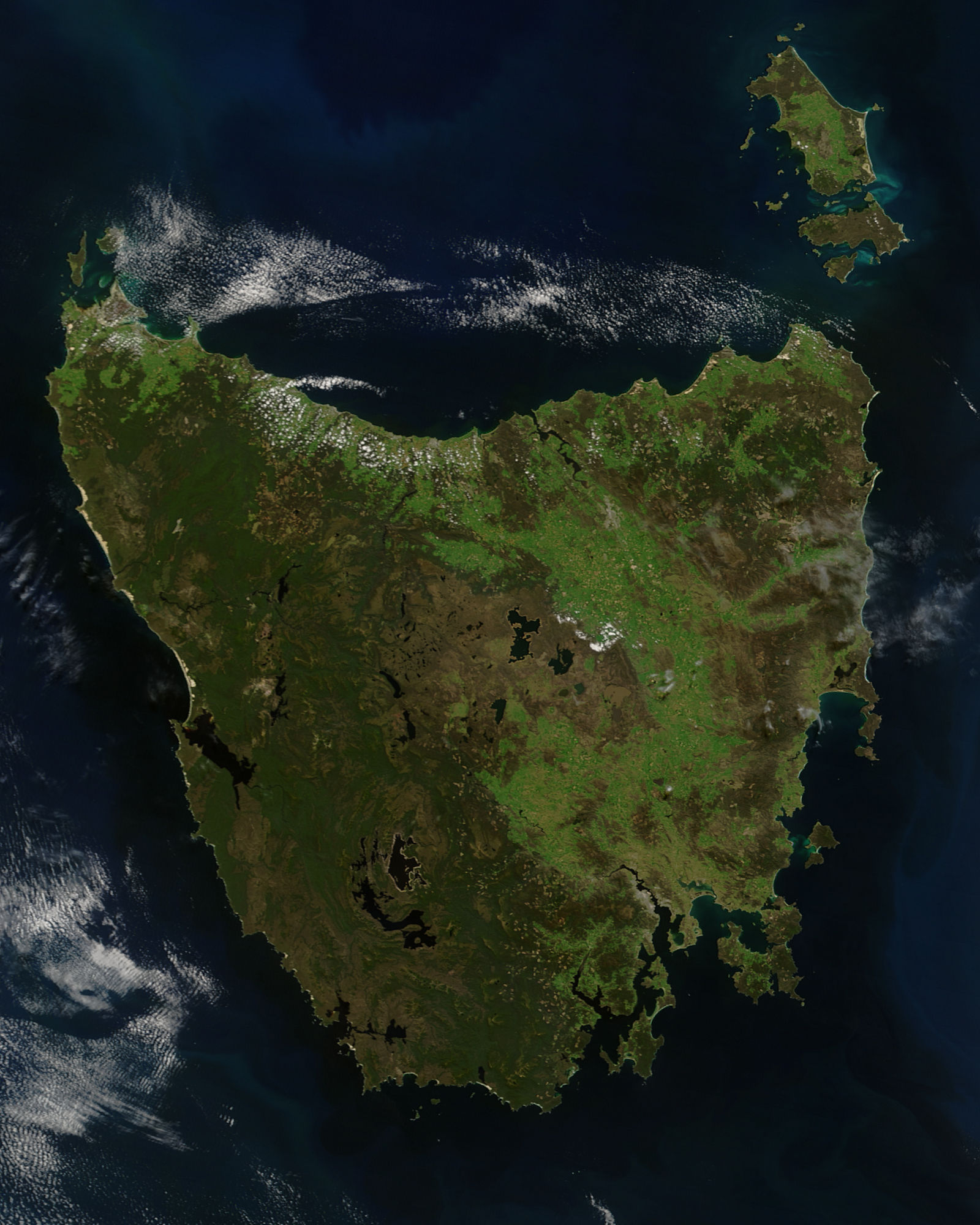
La Tasmania è l'isola più grande dell'Australia

| Posizione | Nome              | Area (km²) | Nazione                                                             |
| --------- | ----------------- | ---------- | ------------------------------------------------------------------- |
| 1         | Nuova Guinea      | 785.753    | Indonesia e Papua Nuova Guinea                                      |
| 2         | Isola del Sud     | 151.215    | Nuova Zelanda                                                       |
| 3         | Isola del Nord    | 113.729    | Nuova Zelanda                                                       |
| 4         | Tasmania          | 65.021     | Australia                                                           |
| 5         | Nuova Britannia   | 35.144     | Papua Nuova Guinea                                                  |
| 6         | Viti Levu         | 10.531     | Figi                                                                |
| 7         | Hawaii            | 10.434     | Hawaii, Stato federato degli Stati Uniti                            |
| 8         | Bougainville      | 9.317      | Papua Nuova Guinea                                                  |
| 9         | Nuova Irlanda     | 7.404      | Papua Nuova Guinea                                                  |
| 10        | Melville          | 5.764      | Australia                                                           |
| 11        | Vanua Levu        | 5.587      | Figi                                                                |
| 12        | Guadalcanal       | 5.352      | Isole Salomone                                                      |
| 13        | Isola dei Canguri | 4.373      | Australia                                                           |
| 14        | Espiritu Santo    | 3.955      | Vanuatu                                                             |
| 15        | Malaita           | 3.836      | Isole Salomone                                                      |
| 16        | Santa Isabel      | 3.664      | Isole Salomone                                                      |
| 17        | San Cristóbal     | 3.190      | Isole Salomone                                                      |
| 18        | Choiseul          | 2.970      | Isole Salomone                                                      |
| 19        | Groote Eylandt    | 2.326      | Australia                                                           |
| 20        | Yapen             | 2.278      | Indonesia                                                           |
| 21        | Trangan           | 2.148      | Indonesia                                                           |
| 22        | Malakula          | 2.041      | Vanuatu                                                             |
| 23        | Nuova Georgia     | 2.036      | Isole Salomone                                                      |
| 24        | Manus             | 1.940      | Papua Nuova Guinea                                                  |
| 25        | Maui              | 1.903      | Hawaii, Stato federato degli Stati Uniti                            |
| 26        | Isola Stewart     | 1.814      | Nuova Zelanda                                                       |
| 27        | Kobroor           | 1.723      | Indonesia                                                           |
| 28        | Savai'i           | 1.717      | Samoa                                                               |
| 29        | Bathurst          | 1.691      | Australia                                                           |
| 30        | Tanahbesar        | 1.603      | Indonesia                                                           |
| 31        | Oahu              | 1.583      | Hawaii, Stato federato degli Stati Uniti                            |
| 32        | Fergusson         | 1.436      | Papua Nuova Guinea                                                  |
| 33        | Kauai             | 1.434      | Hawaii, Stato federato degli Stati Uniti                            |
| 34        | Flinders Island   | 1.330      | Australia                                                           |
| 35        | Nuova Hannover    | 1.227      | Papua Nuova Guinea                                                  |
| 36        | Lifou             | 1.146      | Nuova Caledonia, collettività d'oltremare sui generis della Francia |
| 37        | Upolu             | 1.125      | Samoa                                                               |
| 38        | King              | 1.121      | Australia                                                           |
| 39        | Tahiti            | 1.068      | Polinesia francese, collettività d'oltremare della Francia          |
| 40        | Normanby          | 1.040      | Papua Nuova Guinea                                                  |